# تام اسمالی
تام اسمالی (به انگلیسی: Tom Smalley) بازیکن فوتبال زادهٔ ۱۳ ژانویه ۱۹۱۲ اهل کشور انگلستان بود که سابقهٔ بازی در تیم ملی فوتبال انگلستان را در کارنامهٔ خود دارد. وی در تاریخ ۱۷ اکتبر ۱۹۳۶ تنها بازی ملی خود را در مقابل تیم ملی فوتبال ولز انجام داد.